# Rufus Ewing
Rufus Washington Ewing (né en 1968 est un médecin et homme politique des Îles Turques-et-Caïques, Premier ministre des Îles Turques-et-Caïques entre 2012 et 2016,.